# Donja Obrijež
Donja Obrijež is een plaats in de gemeente Pakrac in de Kroatische provincie Požega-Slavonië. De plaats telt 264 inwoners (2001).